# Kościół pod piaskiem
Kościół pod piaskiem (duń. Den Tilsandede Kirke) to zwyczajowa nazwa kościoła w Skagen w regionie Vendsyssel (północna Jutlandia, Dania).
Kościół pod wezwaniem św. Wawrzyńca (Sct. Laurentii), patrona żeglarzy, został zbudowany około roku 1375. Był wówczas największym kościołem w całym Vendsyssel. Od XVI wieku budynek zaczęła zasypywać napierająca wydma. Wierni przychodzący na msze musieli dokopywać się do drzwi. Walka z piaskiem trwała do roku 1795, gdy z rozkazu króla Chrystiana VII kościół zamknięto.
Dziś z kościoła pozostała już tylko wieża, służąca za punkt orientacyjny i widokowy.